# Maximilian Levy

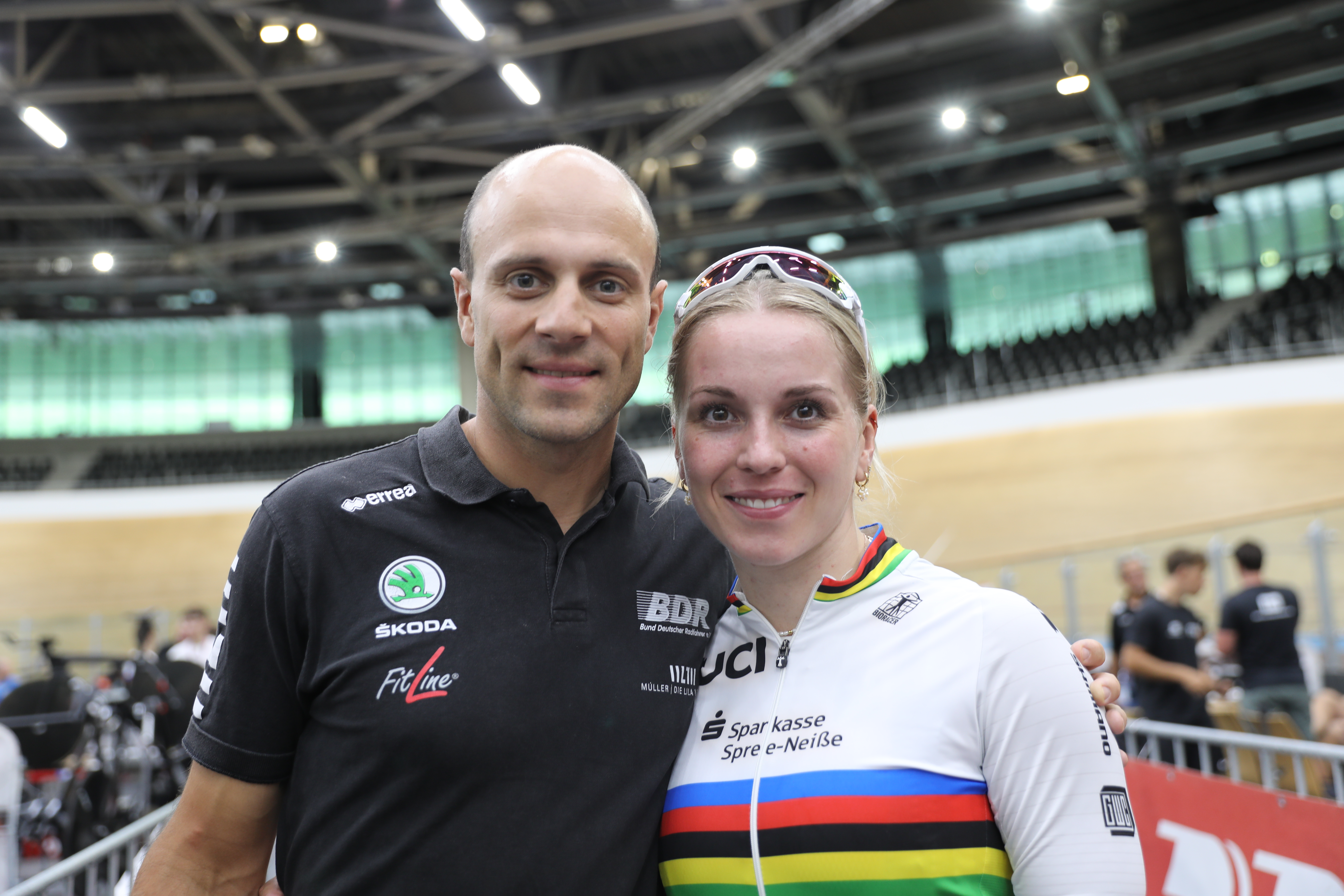
Maximilian Levy und seine Lebenspartnerin Emma Hinze (2024)

Maximilian Levy (* 26. Juni 1987 in Ost-Berlin) ist ein deutscher Radsporttrainer und ehemaliger Radrennfahrer. Er wurde viermal Weltmeister, sechsmal Europameister und gewann drei Medaillen bei Olympischen Spielen (Dezember 2020) in den Kurzzeitdisziplinen im Bahnradsport. Seit Dezember 2021 ist er als Trainer der Junioren im Kurzzeitbereich für den Bund Deutscher Radfahrer tätig.

## Sportliche Karriere
Maximilian Levy ist seit seinem zehnten Lebensjahr als Radsportler aktiv und platzierte sich schon früh bei Bahn- und Straßenrennen auf vorderen Plätzen. 2003 errang er erste Podiumsplätze bei deutschen Bahnmeisterschaften in der Jugendklasse. Bei den Junioren-Weltmeisterschaften 2004 in Los Angeles gewann er Gold im 1000-Meter-Zeitfahren und Teamsprint sowie Bronze im Sprint. Im Jahr darauf gewann er Gold in allen drei Wettbewerben in Wien sowie im Sprint und im 1000-Meter-Zeitfahren bei den Junioren-Europameisterschaften. Bei der Weltmeisterschaft stellte er dabei einen neuen Europarekord auf. Hinzu kam ein Titel bei deutschen Juniorenmeisterschaften und die Wahl zum Deutschen Juniorsportler des Jahres 2005. 
Beim Weltcuprennen 2006 in Moskau blieb er als erster Europäer in der Qualifikation über 200 Meter fliegend unter der Marke von 10 Sekunden, ein Rekord, der allerdings von sechs weiteren Fahrern im Laufe des Tages nochmals verbessert wurde.
Levys bis dahin größte Erfolge waren der Gewinn des Weltmeistertitels 2009 im Keirin – der sein einziger in einem Einzelwettbewerb blieb – und 2010 im Teamsprint gemeinsam mit René Enders und Robert Förstemann sowie die olympische Bronzemedaille im Teamsprint bei den Olympischen Spielen 2008 in Peking. Bei den UEC-Bahn-Europameisterschaften 2010 stürzte er im Keirin-Finale und fiel für vier Monate mit einem Schlüsselbeinbruch aus, nachdem er kurz zuvor Europameister im Teamsprint geworden war.
Im Frühjahr 2011 errang Levy gemeinsam mit René Enders und Stefan Nimke bei den Weltmeisterschaften 2011 in Apeldoorn die Silbermedaille im Teamsprint. Nachdem dem französischen Team die Goldmedaille wegen Verstoßes gegen die Melde-Auflagen der WADA durch Grégory Baugé im Januar 2012 aberkannt wurde, weil dies offiziell als Dopingvergehen eingestuft wurde, ging die Goldmedaille an das deutsche Trio.
Bei den Weltmeisterschaften 2012 in Melbourne gewann Levy im Keirin die Silbermedaille. Im Teamsprint wurde das deutsche Team aufgrund eines Wechselfehlers relegiert (= zurückgesetzt). Im selben Jahr errang er bei den Olympischen Spielen die Silbermedaille im Keirin sowie gemeinsam mit Robert Förstemann und René Enders die Bronzemedaille im Teamsprint. Bei den Bahn-Weltmeisterschaften in Minsk im Jahr darauf wurde er Weltmeister im Teamsprint, gemeinsam mit Enders und Stefan Bötticher. 2015, 2017 und 2021 gewann er den Großen Preis von Deutschland im Sprint.
2016 nahm Maximilian Levy in Rio de Janeiro zum dritten Mal an Olympischen Spielen teil. Da die beiden Quotenplätze für die Kurzzeitdisziplinen auf der Bahn vergeben waren, wurde Levy pro forma für das Straßenrennen gemeldet, durch eine Lücke im Reglement war es ihm daher möglich, auch in seinen Spezialdisziplinen auf der Bahn zu starten. Er beendete das Rennen freiwillig nach 33 Kilometern. Im Teamsprint belegte er gemeinsam mit Joachim Eilers und René Enders Rang fünf, im Sprint Platz neun und im Keirin Platz 21.
Im Januar 2017 brach sich Levy beim Training in der Oderlandhalle in Frankfurt (Oder) zum wiederholten Male ein Schlüsselbein. Nach Komplikationen musste er zweimal operiert werden und konnte so nicht bei den Bahnweltmeisterschaften in Hongkong starten. Im Juni 2017 wurde er – ebenfalls in der Oderlandhalle – dreifacher Deutscher Meister im Sprint, Keirin und gemeinsam mit Maximilian Dörnbach und Erik Balzer im Teamsprint. Im Oktober desselben Jahres errang er bei den Bahneuropameisterschaften in Berlin den Titel im Keirin und errang gemeinsam mit Förstemann und Eilemann die Silbermedaille im Teamsprint. Im Frühjahr 2018 belegte er bei den Bahnweltmeisterschaften in Apeldoorn im Keirin Rang drei.
Im Juni 2018 kündigte Maximilian Levy an, bei den deutschen Bahnmeisterschaften im Juli 2018 in Dudenhofen als Ausdauerfahrer für das LKT Team Brandenburg in der Mannschaftsverfolgung zu starten. Schon zuvor hatte er seine Teilnahme bei den UEC-Bahn-Europameisterschaften 2018 in Glasgow abgesagt. Er benötige eine längere Wettkampfpause vor Beginn der Weltcupsaison im Oktober 2018. Im September 2018 sagte er zudem vorsorglich seine Teilnahme an den UCI-Bahn-Weltmeisterschaften 2019 ab, da seine Frau zu diesem Zeitpunkt ihr drittes Kind erwarte. Die Weltcup-Saison werde er aber wie geplant absolvieren.
Am 22. Dezember 2018 stellte Levy in der Oderlandhalle in Frankfurt (Oder) mit 24,758 Sekunden einen neuen deutschen Rekord über 500 Meter bei fliegendem Start auf. Das ist die zweitschnellste Zeit, die jemals über diese Distanz gefahren wurde. 2007 hatte Chris Hoy den heute noch bestehenden Weltrekord (24,758 Sekunden) auf 3600 Meter Höhe in La Paz in Bolivien aufgestellt, womit es sich bei Levys Zeit um einen Flachland-Weltrekord handelt.
Im November 2020 nahm Maximilian Levy als einziger deutscher Sportler an den Bahneuropameisterschaften im bulgarischen Plovdiv teil. Der Bund Deutscher Radfahrer entsandte wegen der COVID-19-Pandemie keine Nationalmannschaft zu diesen Meisterschaften. Dabei errang Levy zwei Titel, im Sprint sowie im Keirin.
2021 nahm Levy zum vierten Mal an Olympischen Spielen teil. Bei den Wettbewerben in Tokio belegte er im Teamsprint gemeinsam mit Timo Bichler und Stefan Bötticher Rang fünf, im Sprint wurde er Fünfter und im Keirin Sechster.
Maximilian Levy startete für den RSC Cottbus, wo er bis 2007 vom damaligen Bundestrainer Reneé Schmidt trainiert wurde. Bis 2009 fuhr er für das Team Brandenburg. Im Dezember 2009 unterschrieb Maximilian Levy (als erster Deutscher) einen Vertrag beim Cofidis-Bahnrad-Team. Nachdem das Bahn-Team von Cofidis zum Ende des Jahres 2010 aufgelöst worden war, wechselte Levy zum Chemnitzer Team Erdgas.2012.

## Berufliches
Im September 2021 erklärte Maximilian Levy seinen Rücktritt vom aktiven Radsport. Seit Dezember 2021 ist er als Nachfolger des in den Ruhestand gegangenen Jörg Winkler neuer Bundestrainer der Junioren im Kurzzeitbereich beim Bund Deutscher Radfahrer. Im Oktober 2022 absolvierte er erfolgreich seine Ausbildung zum DOSB-Trainer A Leistungssport.

## Ehrungen
Nach den Olympischen Spielen 2012 wurde Levy das Silberne Lorbeerblatt verliehen. 2013 wurde er zum Sportler des Jahres von Brandenburg gewählt, 2017 zum Sportler des Jahres von Cottbus.

## Diverses
Am Osterwochenende 2014 heiratete Levy seine langjährige Lebensgefährtin, die ehemalige Radsportlerin Madeleine Sandig, mit der er zwei Töchter und einen Sohn hat (Stand 2020). Die Familie lebt in Cottbus. 
Am 26. Juni 2018 war Maximilian Levy vor Ort, als seine Teamkameradin Kristina Vogel während eines Trainings auf der Radrennbahn im Cottbuser Radstadion stürzte und sich schwer verletzte. Er betätigte sich als Ersthelfer. Anschließend initiierte er gemeinsam mit anderen Radsportaktiven die Funding-Aktion #staystrongkristina zu Gunsten von Vogel, bei der innerhalb kürzester Zeit 120.000 Euro zusammenkamen.
Am 30. Juni 2019 startete Levy beim Ironman Germany in Frankfurt am Main. Er beendete den Wettbewerb in 12:21:38 Stunden und erreichte Platz 942 unter 2748 Teilnehmern.

## Erfolge
2004

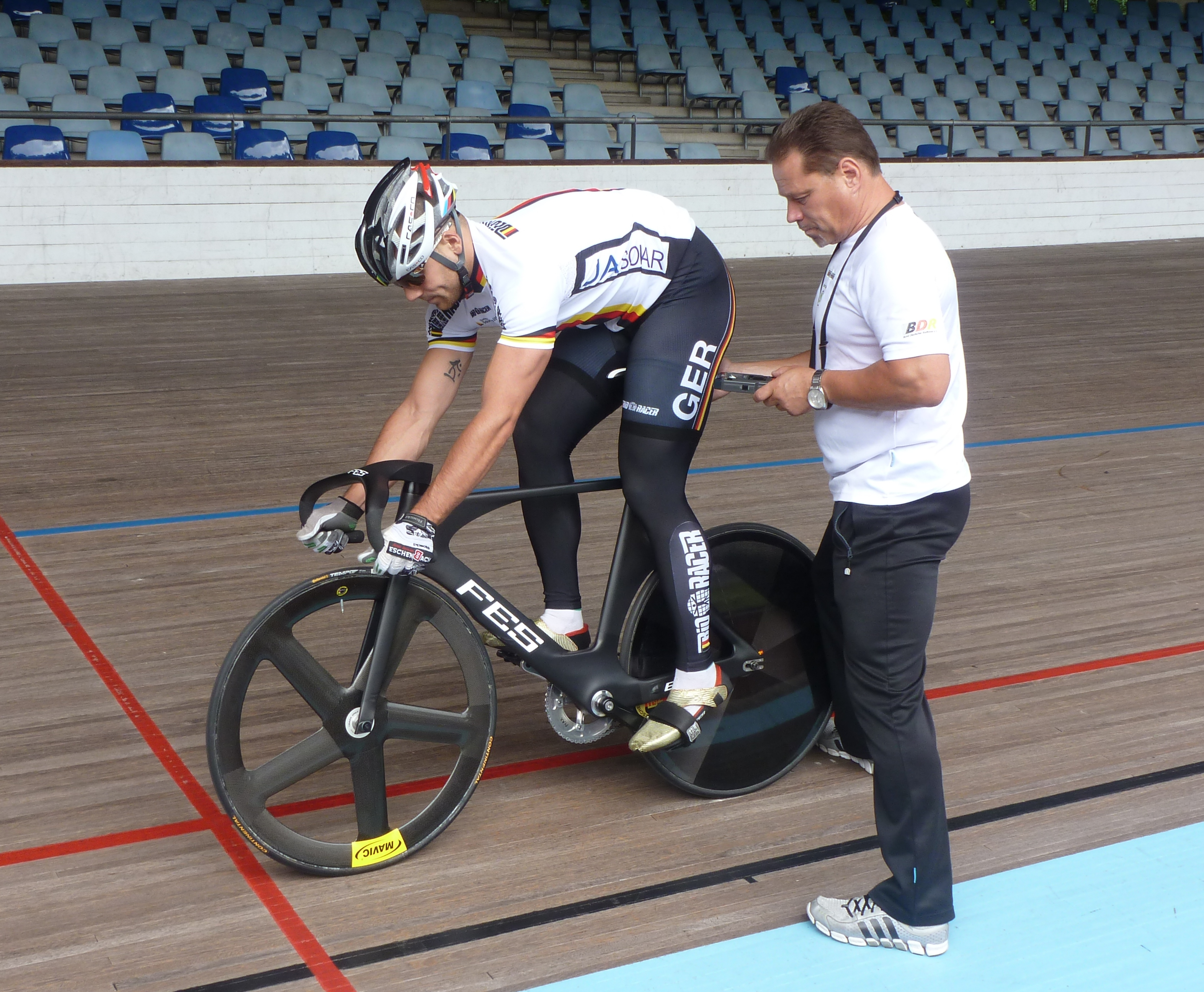
Levy beim Training mit Bundestrainer Detlef Uibel im Radstadion Köln

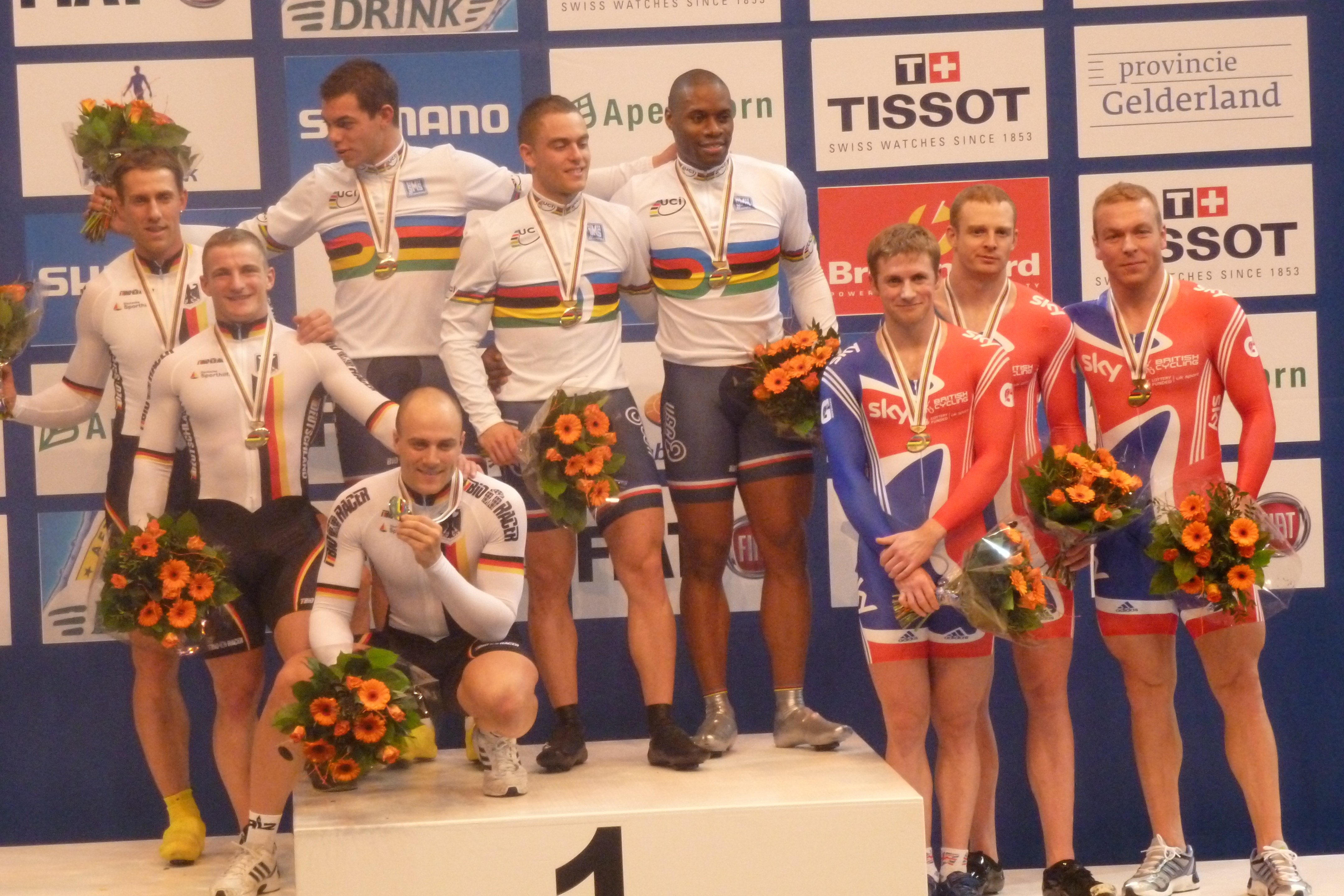
Maximilian Levy (vorne) auf dem Podium bei der Bahn-WM 2011 in Apeldoorn

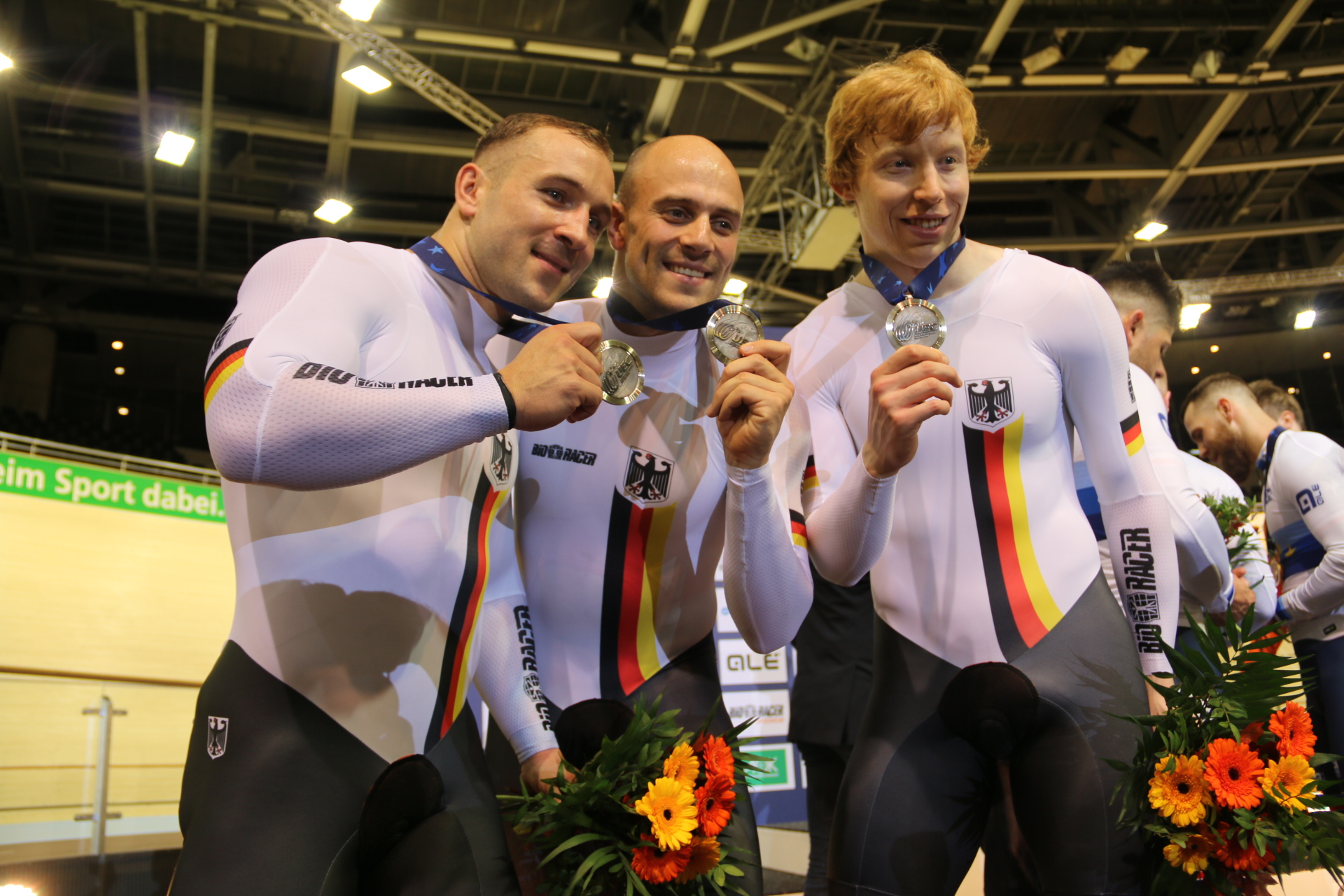
Levy (M.) mit Förstemann (l.) und Eilers mit der EM-Silbermedaille im Teamsprint 2017

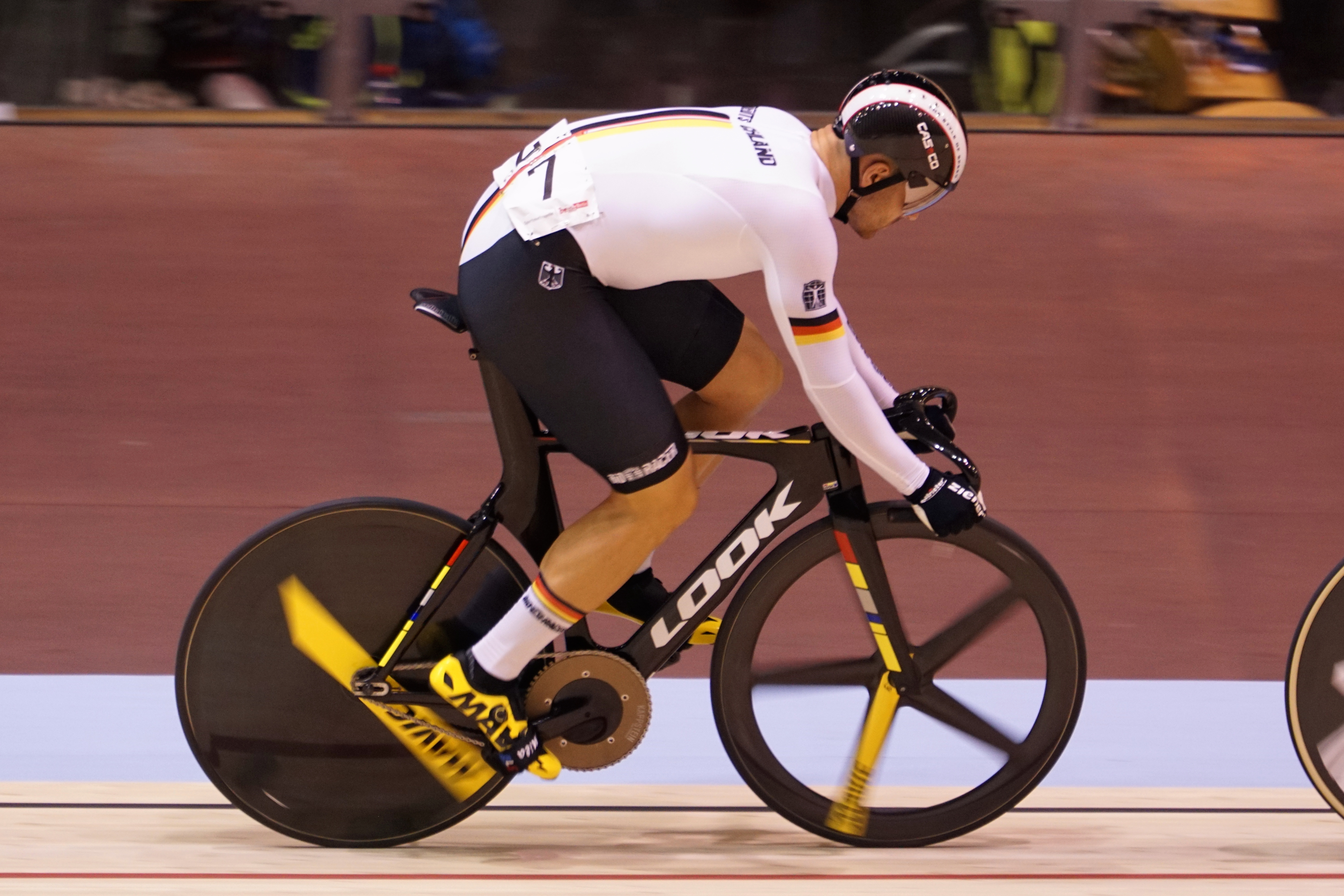
Levy im Keirin-Halbfinale der Bahn-EM 2017

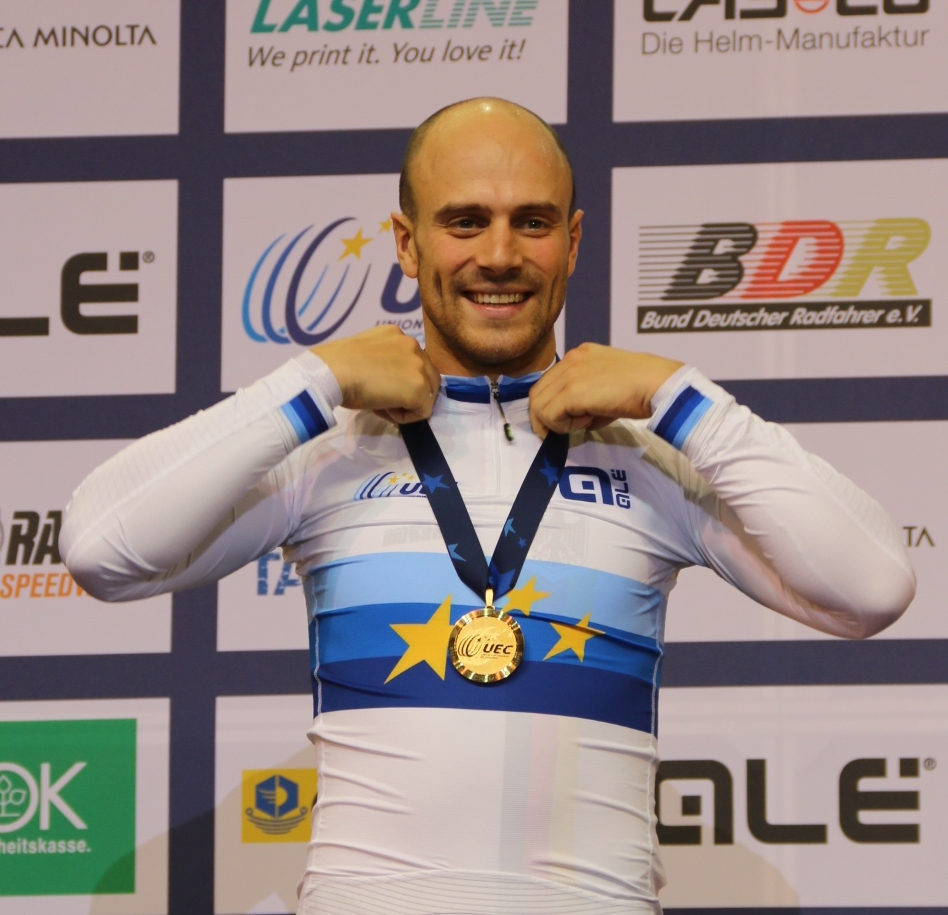
2017: Europameister im Keirin

 Weltmeisterschaft (Junioren) – Zeitfahren
 Weltmeisterschaft (Junioren) – Teamsprint (mit Robert Förstemann und Benjamin Wittmann)
 Weltmeisterschaft (Junioren) – Sprint
 Deutscher Meister (Junioren) – Sprint
 Deutsche Meisterschaft (Junioren) – Zeitfahren
2005
 Weltmeisterschaft (Junioren) – Zeitfahren
 Weltmeisterschaft (Junioren) – Sprint
 Weltmeisterschaft (Junioren) – Teamsprint (mit René Enders und Benjamin Wittmann)
Bahnrad-Weltcup 2005/06 (Manchester) Keirin
 Europameister (Junioren) – Zeitfahren
 Europameister (Junioren) – Sprint
 Deutscher Meister – Zeitfahren (Junioren)
 Deutsche Meisterschaft (Junioren) – Teamsprint (mit Florian Karger und Johann Kassner)
2006
 Europameister (U23) – Teamsprint (mit René Enders und Michael Seidenbecher)
 Europameister Sprint (U23)
 Europameisterschaft (U23) – Keirin
 Europameisterschaft (U23) – Zeitfahren
 Deutsche Meisterschaft – Zeitfahren
2007
 Weltmeisterschaft – Teamsprint (mit Robert Förstemann und Stefan Nimke)
 Europameisterschaft (U23) – Zeitfahren
2008
 Olympische Spiele – Teamsprint (mit René Enders und Stefan Nimke)
 Deutscher Meister  – Keirin
2009
 Weltmeisterschaft – Keirin
 Deutscher Meister  – Keirin
 Europameister (U23) – Keirin
2010
 Weltmeisterschaft – Teamsprint (mit Robert Förstemann und Stefan Nimke)
 Weltmeisterschaft – Keirin
 Europameister – Teamsprint
 Deutsche Meisterschaft  – Sprint
 Deutsche Meisterschaft  – Teamsprint (mit Erik Balzer und Eric Engler)
2011
 Weltmeister – Teamsprint (mit Stefan Nimke und René Enders)
 Europameisterschaft – Sprint
 Deutscher Meister  – Teamsprint (mit Carsten Bergemann und Robert Förstemann) und im Keirin
 Bahnrad-Weltcup 2010/11 (Manchester) – Teamsprint (mit Stefan Nimke und René Enders)
International Keirin (Manchester)
2012
 Weltmeisterschaft – Keirin
Bahnrad-Weltcup 2011/12 (Astana) – Teamsprint (mit Joachim Eilers und Robert Förstemann)
Bahnrad-Weltcup 2011/12 (Cali) – Keirin
Bahnrad-Weltcup 2011/12 (Cali) – Teamsprint (mit René Enders und Stefan Nimke) mit neuem Weltrekord (42,914 Sekunden)
 Olympische Spiele – Teamsprint (mit René Enders und Robert Förstemann)
 Olympische Spiele Keirin
2013
 Weltmeisterschaft – Teamsprint (mit Stefan Bötticher und René Enders)
 Weltmeisterschaft – Keirin
 Europameister – Keirin
 Europameister – Teamsprint (mit Robert Förstemann und René Enders)
 Deutscher Meister  – 1000-Meter-Zeitfahren
2014
- Weltmeisterschaft – Teamsprint (mit René Enders und Robert Förstemann)

2015
- Deutscher Meister – Sprint, Keirin

2016
- Deutscher Meister – Sprint, Keirin

2017
- Weltcup in Manchester – Teamsprint (mit Robert Förstemann und Joachim Eilers)
- Europameister – Keirin
- Europameisterschaft – Teamsprint (mit Robert Förstemann und Joachim Eilers)
- Deutscher Meister – Sprint, Keirin, Teamsprint (mit Maximilian Dörnbach und Erik Balzer)

2018
- Weltmeisterschaft - Keirin
- Deutscher Meister – Teamsprint (mit Maximilian Dörnbach und Nik Schröter)

2019
- Deutscher Meister – Teamsprint (mit Maximilian Dörnbach, Marc Jurczyk und Nik Schröter)

2020
- Europameister - Sprint, Keirin